# ږ
Ẓ̌e ou ǵe (ږ) est une lettre additionnelle de l’alphabet arabe utilisée dans l’écriture du pachto.

## Utilisation
Dans l’écriture du pachto, ‹ ږ › représente différentes consonnes selon le dialecte :
- consonne fricative palato-alvéolaire voisée [ʒ] dans le pachto du sud-est ;
- consonne fricative rétroflexe voisée [⁠ʐ]⁠ dans le pachto du sud-ouest ;
- consonne fricative palatale voisée [ʝ] dans le pachto du nord-ouest ;
- consonne occlusive vélaire voisée [ɡ] dans le pachto du nord-est.

Cette lettre est déjà attestée dans les ouvrages pachto de Bāyazid Rōshān Ansāri au XVIe siècle.